# Bodo Schrader
Bodo Schrader (* 1. September 1928 in Braunschweig; † 24. Oktober 2018 ebenda) war ein deutscher Professor für das Lehr- und Forschungsgebiet „Elektronische Datenverarbeitung in der Geodäsie“ an der Technischen Universität Braunschweig.

## Leben
Nach dem Abitur an der Raabeschule in Braunschweig im Jahre 1948 begann Schrader das Studium des Vermessungswesens an der Technischen Hochschule Braunschweig unter dem damaligen Direktor Egbert Harbert. Nach dem Vordiplom studierte er an der Technischen Hochschule Hannover bis zur Diplomprüfung weiter. Nach kurzer Tätigkeit bei den Brunsviga-Maschinenwerken und der Referendarzeit bei der Niedersächsischen Vermessungs- und Katasterverwaltung kehrte er 1957 an die Technische Hochschule Braunschweig zurück. 
Im Jahre 1958 promovierte Schrader mit der Dissertation Beiträge zur wirtschaftlichen Lösung der geodätischen Hauptaufgabe für große Entfernungen.
Schrader wurde 1965 zum Wissenschaftlichen Rat und Professor ernannt und baute 1978 eine eigene Abteilung „Elektronische Datenverarbeitung“ am Institut für Vermessungskunde auf. Seine besonderen Forschungsinteressen galten der Automatisierung von geodätischen Mess- und Auswerteverfahren und der computergestützten Trassierung von Straßen.